# Geachte heer M.
Geachte heer M.  is een roman uit 2014 van de Nederlandse auteur Herman Koch. De schrijver speelt met historische feiten en fictieve beschrijvingen van een gebeurtenis veertig jaar eerder. Schrijver M. verwerkte vlak na de mysterieuze verdwijning van een geschiedenisleraar op het Spinoza Lyceum te Amsterdam  bekende feiten in zijn bestverkopende roman ooit. De titel was: ‘Afrekening’. Ongeveer een jaar nadat schrijver M. de bovenbuurman van hoofdpersoon Herman is geworden, weet laatstgenoemde in een eindgesprek de waarheid te achterhalen.

## Hoofpersonen en vertellers van de roman
- Herman. Destijds een 17-jarige scholier. Nu de benedenbuurman van schrijver M.
- Laura. Klasgenote en vriendin van Herman na haar affaire met Jan.
- Jan Landzaat. Veertig jaar eerder getrouwd en vader van 2 dochters en docent aan het Spinoza Lyceum. Hij start een seksuele affaire met leerling Laura, die hem vervolgens dumpt. Met Kerstmis dat jaar staat hij op het punt zelfmoord te plegen.
- Meneer Herman M. Succesvol auteur en sinds kort de bovenbuurman van Herman. Hij is hertrouwd met Ana, een schoolmeisje dat hem kwam interviewen voor de schoolkrant. Ze hebben samen een driejarig dochtertje.

## Constructie van de roman
- De roman van meneer M. met als titel ‘Afrekening’ heeft als openingszin:
“Twee middelbare scholieren beramen de perfecte moord op hun leraar.”[2]
- Het boek ‘Geachte heer M.’ begint met deze zin van Herman:
“Geachte heer M., Ik wil beginnen met u te zeggen dat het inmiddels beter met mij gaat.”[3]
- De sleutel van de roman zit in een brief met een gelijkluidende titel die een aantal maanden na zijn verdwijning Jan Landzaat schrijft aan heer M. Deze auteur had  te kennen gegeven met een boek over de geruchtmakende verdwijningszaak bezig te zijn.

- De vier hoofdpersonen komen aan het woord en geven hun visie over de gebeurtenissen 40 jaar eerder en in het heden.

## De vijf hoofdstukken
- Lerarensterfte
- Waarom schrijft u?
- Leven voor de dood.
- Het boek moet het doen
- De leraar voor het schoolbord

## Inhoud
Centraal staat de verdwijning van Jan Landzaat 40 jaar eerder na een bezoek aan het ingesneeuwde vakantiehuis van de ouders van Laura in Terhofstede. Hij doet een uiterste poging om Laura terug te krijgen, die daar bivakkeert met haar vriend Herman. Nadat hij spoorloos verdwenen is worden Herman en Laura maandenlang ondervraagd maar gaan vrijuit. Schrijver M. kondigt aan een boek te gaan schrijven over de affaire en krijgt vervolgens een brief van de verdwenen Jan uit Parijs. Op zijn sterfbed vertelt meneer M. dat hij destijds naar Parijs vertrok en Jan dumpte in de Seine, omdat een levende Jan het succes van zijn boek in de weg stond.

## Thematiek
Centraal staat de (on)vrijheid van een auteur als hij waargebeurde verhalen verwerkt in een roman. De namen worden gewijzigd, omstandigheden worden gewijzigd. Bij de verfilming wordt de verdwijning in een zonnige zomer gefilmd, terwijl in het boek een ingesneeuwd vakantiehuis figureerde. Meneer M. geeft toe aan Herman dat hij Stella uit zijn roman heeft geschreven. Een vierhoeksverhouding verkoopt immers slechter dan een klassieke driehoeksverhouding. De lezer komt er vervolgens achter dat zowel de verdwijning als  de moord echt waren, maar dat de dader een andere belanghebbende was.